# Prân Nath
Pour les articles homonymes, voir Nath (homonymie).
Pandit Prân Nath (पंडित प्राणनाथ) (3 novembre 1918 – 13 juin 1996) était un chanteur indien de musique classique et professeur de râga de la Kirana (en) gharânâ .

## Filmographie
- 1986 : In Between the Notes : A Portrait Of Pandit Pran Nath. Réalisé par William Farley.
- 1995 : Musical Outsiders : An American Legacy - Harry Partch, Lou Harrison, and Terry Riley. Réalisé par Michael Blackwood.

## Discographie
- 1968 : Earth Groove : The Voice of Cosmic India (Douglas)
- 1971 : Ragas Yaman Kalyan and Punjabi Berva (Shandar)
- 1986 : Ragas Of Morning & Night (Gramavision - Enregistré en 1968)
- 1993 : Dans le disque de Kronos quartet "Short stories"
- 2006 : Ragas Shudh Sarang and Kut Todi (Sri Moonshine - Enregistré en 1972)

Collaborations
- 1986 : Music from Mills avec Terry Riley